# Hockey Sarzana 2018-2019
Questa voce raccoglie le informazioni riguardanti l'Hockey Sarzana nelle competizioni ufficiali della stagione 2018-2019.

## Maglie e sponsor
Lo sponsor ufficiale per la stagione 2018-2019 è Crédit Agricole Carispezia.
| 1ª divisa | 2ª divisa |

## Organigramma societario
- Presidente: Maurizio Corona
- Vicepresidente:
- Consiglieri:
- Direttore sportivo:
- Segretaria:
- Addetto stampa:

## Organico

### Giocatori
Rosa e numerazione, tratte dal sito internet ufficiale del club aggiornate alla stagione 2018-2019.
| N° | Naz.                 | Ruolo | Sportivo           |  |  |  |
| -- | -------------------- | ----- | ------------------ |  |  |  |
| 5  | Italia (bandiera)    | D     | Matteo Rispogliati |  |  |  |
| 7  | Argentina (bandiera) | A     | Danilo Rampulla    |  |  |  |
| 8  | Argentina (bandiera) | D     | Francisco Ipiñazar |  |  |  |
| 9  | Italia (bandiera)    | D     | Matteo Pistelli    |  |  |  |
| 10 | Italia (bandiera)    | P     | Simone Corona      |  |  |  |
| 11 | Italia (bandiera)    | A     | Davide Borsi       |  |  |  |
| 46 | Italia (bandiera)    | D     | Andrea Perroni     |  |  |  |
| 54 | Italia (bandiera)    | A     | Andrea Fantozzi    |  |  |  |
| 57 | Italia (bandiera)    | A     | Francesco Rossi    |  |  |  |
| 58 | Italia (bandiera)    | P     | Alessio Bianchi    |  |  |  |
| 59 | Italia (bandiera)    | D     | Alessandro Ungari  |  |  |  |
| 60 | Italia (bandiera)    | A     | Antonio Zanfardino |  |  |  |

### Staff tecnico
- Allenatore:  Alessandro Bertolucci